# Okáč poháňkový
Okáč poháňkový (Coenonympha pamphilus, Linneaus, 1758) je zástupcem jednoho z nejpočetnějších druhů čeledi babočkovitých (podčeledi okáčů) a zároveň jedním z nejrozšířenějších denních motýlů na českém území. Jedná se o menšího motýla ovelikosti 25–33 mm. Na rubu křídel má jedno velké oko na předních křídlech, zadní křídla mají nevýrazný okrajový světlý pásek a jsou bez oček.

## Výskyt
Okáč poháňkový je hojně rozšířen v palearktickém areálu, od Britských ostrovů přes Evropu až po východní Asii. Jeho přirozeným biotopem jsou louky všech možných typů – zarůstající, křovinaté i podmáčené, zároveň ho najdeme na okrajích lesů či na lesních pasekách. V horách vystupuje až do 2000 m a je tam jen jednogenerační.

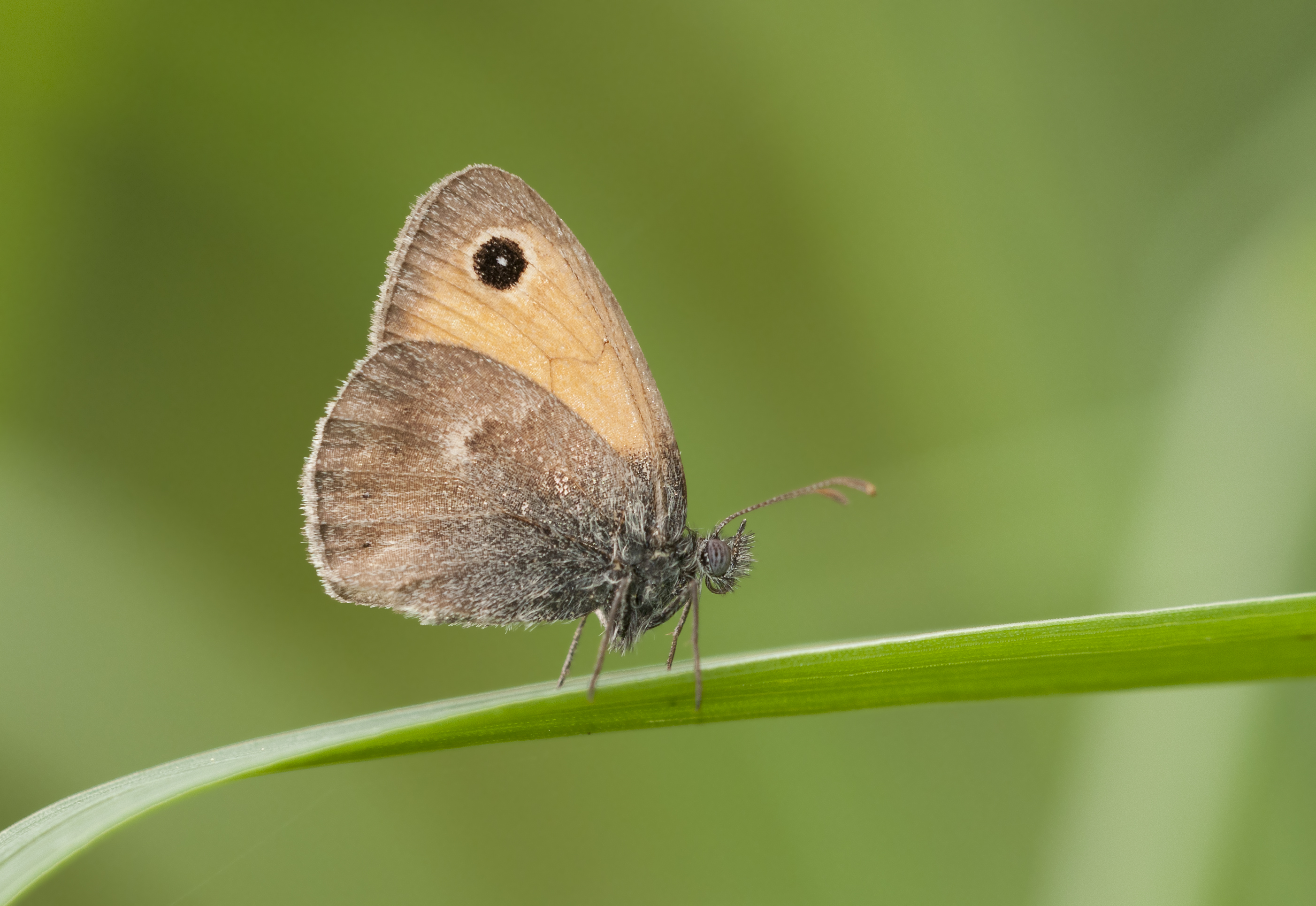
Okáč poháňkový, Turecko

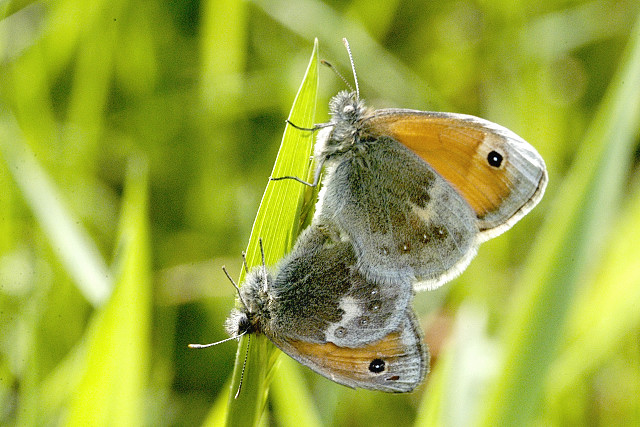
Kopulace, Belgie

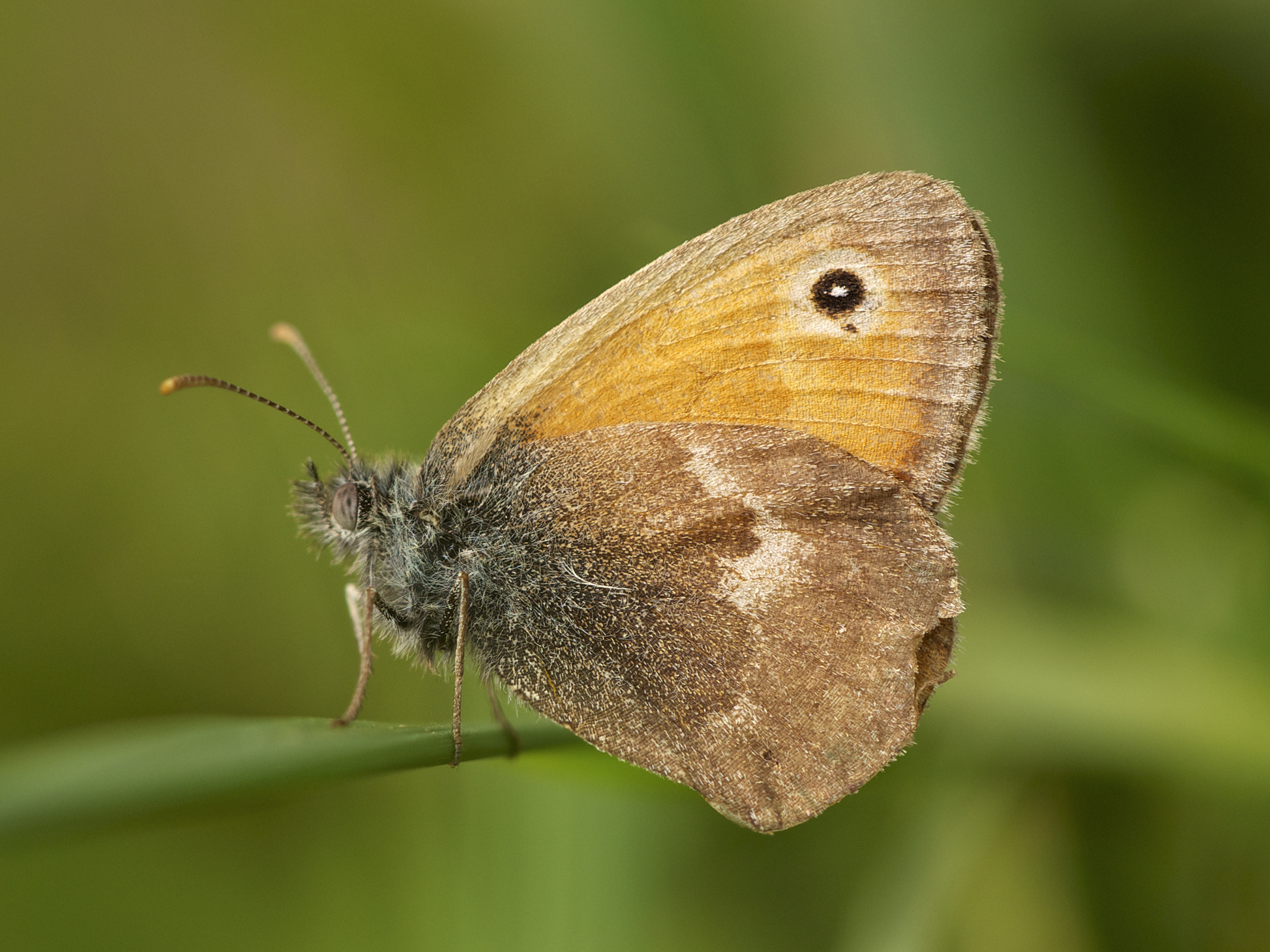
Okáč poháňkový, Německo

## Chování a vývoj
Živnou rostlinou okáče poháňkového jsou různé druhy trav. Motýl je vícegenerační od jara do podzimu. Samice jsou o něco větší. Vajíčka jsou kladena jednotlivě do trsů trav. Larvy žijí samostatně, krmí se převážně v noci a rostou poměrně pomalu. Kuklí se na stejném místě do kokonu z hedvábných vláken, přeměna trvá 3 týdny.

## Ochrana a ohrožení
V České republice je velmi rozšířený a hojný. Pro svou nenáročnost dobře odolává vlivům prostředí. Nepatří mezi ohrožené druhy.